# DigitAlb
DigitAlb é uma plataforma albanesa de mídia, satélite digital e TV terrestre com sede em Tirana, Albânia. A plataforma de TV iniciou as transmissões terrestres em julho de 2004 e as transmissões via satélite no final daquele ano. Ao mesmo tempo, a DigitAlb começou a transmitir alguns canais da extinta plataforma de satélite SAT + da AlbaniaSat, que acabou falindo. A DigitAlb colabora de perto com o pacote esportivo SuperSport, ao mesmo tempo em que introduziu a tecnologia DVB-H sem fio para TV sem fio pela primeira vez na Albânia desde 2006. A empresa faz parte do Top Media Group, juntamente com Top Channel, Top Albania Radio, Top Gold Radio, Gazeta Shqip, Shqip Magazine, Top News, VGA Studio, My Music Radio e musicAL. Na Europa, a Digitalb transmitirá até 2026 na Eutelsat.

## Novos desenvolvimentos
Em 14 de fevereiro de 2013, a DigitAlb lançou um novo modelo de set-top box, e também novos serviços. Lançando um decodificador de middleware, a DigitAlb iniciou serviços interativos para seus clientes. Então push VOD, apostas online, loterias, jogos, IPTV, navegação na web através do set-top box e muitas outras opções ficaram disponíveis para os clientes. Este foi o desenvolvimento mais importante desde o lançamento do serviço HD em 2007.

## Decodificadores
- Os decodificadores SD são: Opentech ODS 3000C, Opentech ODS 2000C.
- Os decodificadores HD são: Kaon KSF-S660HDCO, Opentech ODS 3000H, ODS 2000H.
- Os decodificadores de definição padrão terrestre Digitalb são: Opentech ODT 1000C e Kaon KTF-270CO.
- O decodificador de alta definição (T2) terrestre digitalb é: ODT 2000H.
- O decodificador de Middleware HD de satélite Digitalb é: ODS 4000H.
- Digitalb o mais novo decodificador com PVR, Internet, aplicativos online e outras coisas chama-se Flybox. Começou a ser vendido em março de 2013 e é um produto albanês fabricado pelas empresas DigitAlb na Albânia.
- FlyBox mini
- Disco rígido e DigitAlb (HDD)

Todos os decodificadores DigitAlb são de acesso Conax Conax Embedded.